# Ataenius jamaicensis
Ataenius jamaicensis är en skalbaggsart som beskrevs av Chapin 1940. Ataenius jamaicensis ingår i släktet Ataenius och familjen Aphodiidae. Inga underarter finns listade.